# ジャパンラグビートップイーストリーグ2021春季交流戦トーナメント
ジャパンラグビートップイーストリーグ2021春季交流戦トーナメントは、2021年5月23日から6月27日まで行われたトップイーストリーグ春季交流戦トーナメントである。この2021年大会が初開催となる。

## 概要
トップイーストリーグの大会だが、関東社会人リーグ1部のワセダクラブTOP RUSHERSが参加した。

## 方式
- シード権のあるトーナメント（勝ち抜き）。
- 1回戦からは、関東社会人リーグ1チーム、トップイーストC全チーム、トップイーストBの5位が参加。2回戦からは、トップイーストAの5位、トップイーストBの1位～3位が参加。準々決勝から、トップイーストAの1位～4位が参加[3]。
- 3位決定戦も実施。

## 出場チーム
16チーム

### トップイーストA
- ヤクルトレビンズ
- 東京ガス
- セコムラガッツ
- 横河武蔵野アトラスターズ
- クリーンファイターズ山梨

### トップイーストB[4]
- 秋田ノーザンブレッツラグビーフットボールクラブ
- 明治安田生命ホーリーズ
- 日立製作所Sun Nexus
- BIG BLUES

### トップイーストC[5]
- 丸和運輸機関AZ-MOMOTARO'S
- 日本航空JAL WINGS
- あいおいニッセイ同和損保タフウルズ
- 大塚刷毛
- LION FANGS
- サントリーフーズサンデルフィス

### 関東社会人リーグ1部
- ワセダクラブTOP RUSHERS

## 試合結果
斜字は勝者

### 1回戦
- 日本航空JAL WINGS対大塚刷毛は日本航空JAL WINGSの不戦勝。
- サントリーフーズサンデルフィス対あいおいニッセイ同和損保タフウルズはサントリーフーズサンデルフィスの不戦勝。

| 5月30日 13:00 | 丸和運輸機関AZ-MOMOTARO'S （Cグループ） | 48 - 14 | ワセダクラブTOP RUSHERS （関東1部） | 熊谷ラグビー場Bグラウンド, 埼玉県熊谷市 |
| 5月30日 13:00 |                                         |         |                                     | 熊谷ラグビー場Bグラウンド, 埼玉県熊谷市 |

| 5月30日 13:00 | BIG BLUES （Bグループ） | 7 - 42 | LION FANGS （Cグループ） | 江戸川区臨海球技場, 東京都江戸川区 |
| 5月30日 13:00 |                         |        |                          | 江戸川区臨海球技場, 東京都江戸川区 |

### 2回戦
| 5月30日 13:00 | 秋田ノーザンブレッツラグビーフットボールクラブ （Bグループ） | 38 - 31 | 日本航空JAL WINGS （Cグループ） | あきぎんスタジアム, 秋田県秋田市 |
| 5月30日 13:00 |                                                              |         |                                 | あきぎんスタジアム, 秋田県秋田市 |

| 6月6日 13:00 | 明治安田生命ホーリーズ （Bグループ） | 22 - 22 | 丸和運輸機関AZ-MOMOTARO'S （Cグループ） | 明治安田生命グリーンランド, 東京都八王子市 |
| 6月6日 13:00 |                                      |         |                                         | 明治安田生命グリーンランド, 東京都八王子市 |

| 6月6日 13:00 | クリーンファイターズ山梨 （Aグループ） | 29 - 24 | LION FANGS （Cグループ） | 御勅使南公園ラグビー場, 山梨県南アルプス市 |
| 6月6日 13:00 |                                        |         |                          | 御勅使南公園ラグビー場, 山梨県南アルプス市 |

| 6月6日 13:00 | 日立製作所Sun Nexus （Bグループ） | 75 - 5 | サントリーフーズサンデルフィス （Cグループ） | 日立市民運動公園陸上競技場, 茨城県日立市 |
| 6月6日 13:00 |                                   |        |                                              | 日立市民運動公園陸上競技場, 茨城県日立市 |

### 準々決勝
- セコムラガッツ対明治安田生命ホーリーズはセコムラガッツの不戦勝。
- 東京ガス対秋田ノーザンブレッツラグビーフットボールクラブは東京ガスの不戦勝。

| 6月13日 13:00 | 横河武蔵野アトラスターズ （Aグループ） | 45 - 14 | クリーンファイターズ山梨 （Aグループ） | 横河武蔵野グラウンド, 東京都武蔵野市 |
| 6月13日 13:00 |                                        |         |                                        | 横河武蔵野グラウンド, 東京都武蔵野市 |

| 6月13日 13:00 | ヤクルトレビンズ （Aグループ） | 33 - 22 | 日立製作所Sun Nexus （Bグループ） | ヤクルトグラウンド, 埼玉県戸田市 |
| 6月13日 13:00 |                                |         |                                   | ヤクルトグラウンド, 埼玉県戸田市 |

### 準決勝
| 6月20日 13:00 | 東京ガス （Aグループ） | 23 - 20 | セコムラガッツ （Aグループ） | 東京ガス大森グラウンド, 東京都大田区 |
| 6月20日 13:00 |                        |         |                              | 東京ガス大森グラウンド, 東京都大田区 |

| 6月20日 14:00 | 横河武蔵野アトラスターズ （Aグループ） | 25 - 31 | ヤクルトレビンズ （Aグループ） | 横河武蔵野グラウンド, 東京都武蔵野市 |
| 6月20日 14:00 |                                        |         |                                | 横河武蔵野グラウンド, 東京都武蔵野市 |

### 3位決定戦
| 6月27日 13:00 | 横河武蔵野アトラスターズ （Aグループ） | 26 - 24 | セコムラガッツ （Aグループ） | 横河武蔵野グラウンド, 東京都武蔵野市 |
| 6月27日 13:00 |                                        |         |                              | 横河武蔵野グラウンド, 東京都武蔵野市 |

### 決勝
| 6月27日 13:00 | 東京ガス （Aグループ） | 17 - 25 | ヤクルトレビンズ （Aグループ） | 東京ガス大森グラウンド, 東京都大田区 |
| 6月27日 13:00 |                        |         |                                | 東京ガス大森グラウンド, 東京都大田区 |

| トップイーストリーグ春季交流戦トーナメント 2021年度 優勝 |
| -------------------------------------------------------- |
| ヤクルトレビンズ                                         |